# Torre del Remei
La Torre del Remei és una obra del municipi de Bolvir (Cerdanya) inclosa en l'Inventari del Patrimoni Arquitectònic de Catalunya. L'arquitecte n'és Calixte Freixa i Pla.

## Descripció
És una mansió-vila típica de començaments de segle xx, amb una ordenació simètrica estricta.

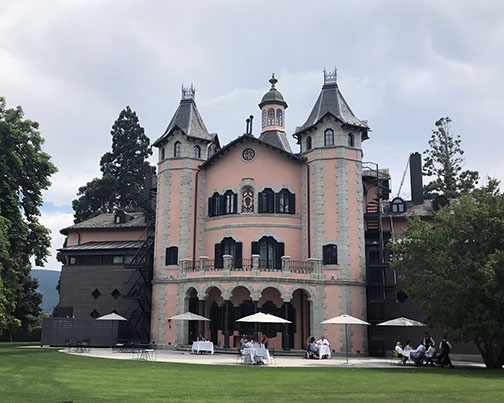
Torre del Remei, Bolvir, vista posterior

 Està formada per dos eixos de simetria amb confluència a la part central de la casa, que està coronada per una cúpula o lluerna. Hi ha soterrani, planta baixa, pis principal, pis secundari i golfes. La distribució funcional interior ha desaparegut per transformar-se en un hotel de cinc estrelles projecte realitzat pels arquitectes Espinet-Ubach.

La planta original no s'ha modificat. La casa ha estat perllongada amb dos cossos ovalats a la part d'orient i d'occident, seguint les coordenades de la tipologia preexistent i creant una arquitectura totalment integrada. L'hotel té capacitat per onze habitacions, d'elles set són "suites", dos menjadors i tres sales d'estar.